# Gavin Griffin
Gavin Griffin (Darien, 28 augustus 1981) is een Amerikaans professioneel pokerspeler. Hij won onder meer het $3.000 Pot Limit Hold'em-toernooi van de World Series of Poker 2004 (goed voor $270.420,- prijzengeld), de €10.000 European Poker Tour Grand Final 2007 - No Limit Hold'em ($2.434.061,-) en het $9.700 No Limit Hold'em - Championship Event van de World Poker Tour Borgata Winter Open 2008 ($1.401.109,-).
Griffin won tot en met juli 2015 meer dan $4.900.000,- in pokertoernooien (cashgames niet meegerekend). Hij was in 2004 als 22-jarige de jongste winnaar van een WSOP-titel ooit, een record dat hij tijdens de World Series of Poker 2005 verloor aan Eric Froehlich. Griffin was de eerste speler ooit die zowel een WSOP-, een WPT- als een EPT-titel won, de zogenaamde Triple Crown.

## Wapenfeiten
Behalve zijn WPT-, WSOP- en EPT-titels won Griffin hoge prijzengelden met onder meer zijn:
- zevende plaats op het $2.000 No Limit Hold'em-toernooi van de Sixth Annual Jack Binion World Poker Open 2005 ($27.379,-)
- vierde plaats op het  $200 No Limit Hold'em-toernooi van Winnin' o' the Green 2006 ($20.940,-)
- vijfde plaats op het $3.000 No Limit Hold'em-toernooi van het Festa Al Lago V Poker Tournament 2006 ($19.795,-)
- vierde plaats op het $1.500 No Limit Hold'em-toernooi van de Fifth Annual Five Diamond World Poker Classic 2006 ($41.855,-)
- derde plaats op het $5.000 No Limit Hold'em - Championship Event van het WSOP Circuit 2007 ($86.685,-)
- zevende plaats in het $5.000 World Championship Pot Limit Hold'em van de World Series of Poker 2007 ($58.924,-)
- zesde plaats in het $10.000 World Championship - Heads Up No Limit Hold'em van de World Series of Poker 2008 ($54.144,-)
- derde plaats in het $3.085 No Limit Hold'em - Championship van het California State Poker Championship 2010 ($56.020,-)

## WSOP
| Jaar                       | Toernooi                 | Prijs      |
| -------------------------- | ------------------------ | ---------- |
| World Series of Poker 2004 | $3.000 Pot Limit Hold'em | $270.420,- |